# クリムチャク人
- ユダヤ人 > クリムチャク人
- クリミア・タタール人 > クリムチャク人

クリムチャク人(Кърымчахлар)は、1世紀に黒海沿岸へ定住したと考えられるユダヤ人。クリミア・タタール人はカライ派ユダヤ教徒（クリミア・カライム人）のことを「もみあげ（ペオート）のないユダヤ人」と呼ぶ一方、クリムチャク人のことを「もみあげのあるユダヤ人」と呼び慣わしていた。クリムチャク人自身の呼称はСрель балалары（イスラエルの子供たち）である。

## クリムチャク人の歴史

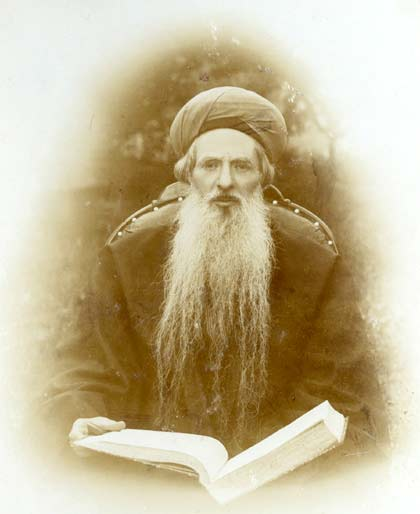
セファルディムのラビ・ハイム・ヘゼキア・メディーニ

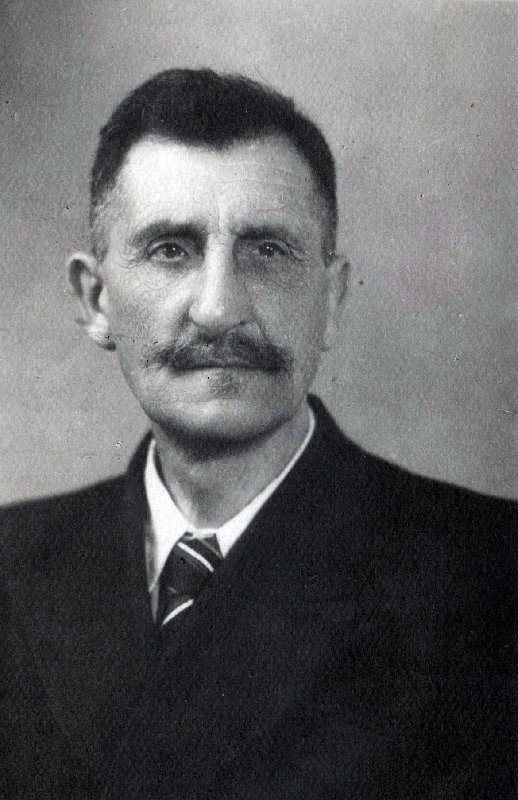
Исаак Самуилович Кая

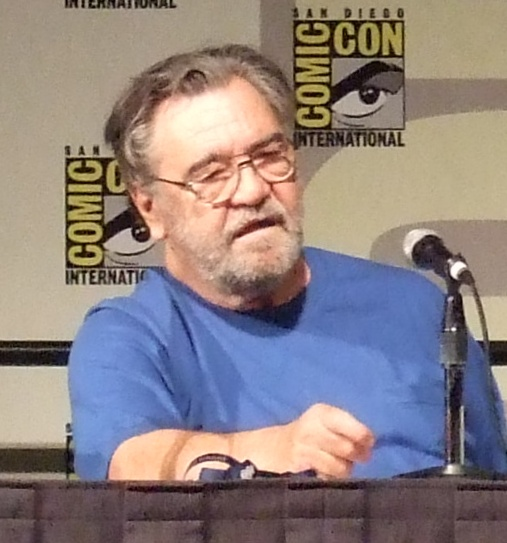
ラルフ・バクシ

クリムチャク人の祖先は、1世紀に黒海沿岸へ定住したユダヤ人であると考えられており、9世紀以降にハザールが崩壊すると、ユダヤ教に改宗したハザールの王族や貴族を吸収した可能性が高いといわれている。
1600年代半ばには、ポグロムでコサックに誘拐されたユダヤ人同胞の奪還に活躍。しかし、1783年にクリミアがロシアに併合されると、他のロシア領内のユダヤ人同様に差別を受けるようになった。カライ派に対する差別は幾分軽減されていたが、クリムチャク人にそのような手加減はなかった。
クリムチャク人はまた、アシュケナジムに比べると文盲率が高く、文化的にも多くの迷信を残していたことが知られている。
1800年代にアシュケナジムとの通婚が進んだ結果、1900年の統計ではクリミア半島に6万人のアシュケナジムが居住していたのに対し、クリミア半島のクリムチャク人の人口はわずか6000人に過ぎなかった。
1800年代半ばには、エルサレムからセファルディムのラビ・ハイム・ヘゼキア・メディーニを迎えて多大な啓蒙を受け、教育水準が向上した。
ロシア革命の時代には革命勢力との戦いや食糧難で多数の死者を出し、イスラエルやアメリカやトルコに多数のクリムチャク人が移住した。
スターリン時代には、当時のソ連の政策により、クリムチャク語を書く際にヘブライ文字を捨ててキリル文字で表記するよう命じられ、またシナゴーグやイェシヴァも閉鎖に追い込まれた。
第二次世界大戦では、クリムチャク人はカライ派と違ってナチの殲滅政策の標的とされ、人口の75%を失った。さらにソ連政府のクリミア・タタール人移住政策に巻き込まれ、タタール人と間違えられて中央アジアへ強制移住させられたクリムチャク人もいた。
2000年の統計によると、旧ソ連領内には2000人のクリムチャク人がおり、その約半数はウクライナに住んでいた。残りの半数はグルジア、ロシア、ウズベキスタンに住んでいる。イスラエルや米国に移住したクリムチャク人の中で、未だにクリムチャクと自称している者は僅か数百人にすぎない。その中で最も有名な人物は、アニメーターのラルフ・バクシであろう。